# Tabanus furunculigenus
Tabanus furunculigenus är en tvåvingeart som beskrevs av Carl Ludwig Doleschall 1858. Tabanus furunculigenus ingår i släktet Tabanus och familjen bromsar. Inga underarter finns listade i Catalogue of Life.